# Нюховий мозок
Нюховий мозок (лат. rhinencephalon) — сукупність ряду структур кінцевого мозку, пов'язаних з нюхом.

## Структура
Нюховий мозок ділиться на периферичну і центральну частини.
Периферична частина складається з:
- Нюхова цибулина (лат. bulbus olfactorius)
- Нюховий тракт (лат. tractus olfactorius)
- Нюховий трикутник (лат. trigonum olfactorium)
- Медіальна нюхова звивина (лат. gyrus olfactorius medialis)
- Латеральна нюхова звивина (лат. gyrus olfactorius lateralis)
- Навколо нюхова ділянка (лат. area parolfactoria)
- Передня продірявлена речовина (лат. substantia perforata anterior)

У центральну частину входять:
- Склепінчаста звивина (лат. gyrus fornicatus (складається з трьох звивин: поясної звивини, перешийка і парагиппокампальной звивини)
- Гачок гіпокампу (гачок морського коника) (лат. uncus hippocampi)
- Зубчаста звивина (лат. gyrus dentatus)
- Сірий покрив (лат. indusium griseum)
- Гіпокамп (лат. hippocampus)